# Wellerscheid
Wellerscheid ist ein Kirchdorf in der Gemeinde Much im nordrhein-westfälischen Rhein-Sieg-Kreis.

## Geographische Lage und Ortsbeschreibung
Wellerscheid liegt im Bergischen Land rund 3,5 km (Luftlinie) nordöstlich des Kernorts von Much zwischen dessen Ortsteilen Oberbusch und Niederwahn. 
Es befindet sich im Naturpark Bergisches Land an der Einmündung des Dichsbachs in den Wahnbach. Die höchste Erhebung nahe Wellerscheid liegt mit 383,4 m ü. NN auf dem knapp 3 km nordwestlich im Waldgebiet Heck gelegenen Heckberg.
Durch Wellerscheid führt die Bundesstraße 56. 

## Geschichte
Zwischen 1745 und 1966 wird mit der Nennung des Bley und Silberbergwerks die schmale Kaule Richtung Oberdorf in Wellerscheid nachweislich Bergbau betrieben, der Anfang des 20. Jahrhunderts bis zu 200 Leute beschäftigte. Inzwischen sind die Gruben stillgelegt.
1820 entstand in Wellerscheid eine Privatschule. 1883 wurde eine richtige, zweiklassige Schule erbaut. 1962 erfolgte ein Schulneubau. Nach Schließung der Schule 1991 wurde in dem Gebäude der dreigruppige Kindergarten untergebracht. 
1910 hatte das Dorf 108 Einwohner. Die damaligen Familien waren
Ackerer Franz Adolph, die Schreiner Anton und Peter Büscher, die Ackerer der Familie Büth: Karl, Katharina, Elisabeth, Franz, Gertrud, Josef und Peter, Zimmerer Theodor Fuhrbach, Lehrerin Anna Götzen, Ackerer Joh. Peter Hess, Wirt und Kleinhändler Peter Hess, Ackerer Martin Kauert, Sattler Wilhelm Kauert, Obersteiger Heinrich Molsberger, Lehrer Peter Roth, Ackerer Franz Rüttmann, Kleinhändler Peter Schmallenbach, die Maurer Franz Adolph und Gerhard Trömpert sowie Bergmann Theodor Weissenberg.
Die katholische Kirche St. Petrus Canisius wurde 1926 bis 1927 nach Plänen des Kölner Architekten Hermann Neuhaus errichtet; die Bauleitung hatte der Siegburger Architekt Otto Silberberg.

## Dorfleben
Neben der Kirche gibt es im Ort ein Jugendheim, einen Fußballplatz, einen Kindergarten, einen Kinderspielplatz und einen Dorfplatz mit Grillhütte. Im Dorf gibt es eine Dorfgemeinschaft, einen Ernteverein, einen Kirchenchor und einen Damenturnverein.

## Denkmalschutz
Drei Sandsteinkreuze in Wellerscheid stehen unter Denkmalschutz.